# Austrian Football League 2019
Die Austrian Football League 2019 war die 35. Spielzeit der höchsten österreichischen Spielklasse der Männer in der Sportart American Football. Sie begann am 16. März 2019 und endete am 27. Juli 2019 mit der Austrian Bowl XXXV. Insgesamt verfolgten 46.614 Zuschauer die Spiele in den Stadien. Österreichischer Meister wurden die Swarco Raiders Tirol.

## Modus
Der Modus bleibt im Vergleich zu den Vorjahren gleich. Jedes Team tritt gegen drei Teams in einem Heim- und einem Auswärtsspiel an. Hierbei gilt, je stärker ein Team eingestuft ist, desto stärker sind die zugeteilten Gegner. Gegen die übrigen vier Gegner findet nur ein Spiel statt, so dass jede Mannschaft im Grunddurchgang zehn Spiele absolviert.
Die Teams auf den Plätzen 3 bis 6 qualifizieren sich für die Wild Card Runde. Die Sieger aus dieser Runde sowie die besten beiden Teams des Grunddurchgangs spielen die Play-offs. Dessen Sieger spielen in der Austrian Bowl XXXV um den österreichischen Staatsmeistertitel.

## Teams
Die Bratislava Monarchs standen als Letztplatzierter der letzten Saison als sportlicher Absteiger fest und wurden durch Amstetten Thunder, die Gewinner der Division I, ersetzt. Die Monarchs zogen jedoch einen gänzlichen Ausstieg aus dem österreichischen Ligasystem einem Abstieg vor. Die Ljubljana Silverhawks, die den sportlichen Klassenerhalt 2018 erreicht hatten, zogen sich wegen finanzieller Schwierigkeiten aus der AFL zurück. Dagegen kehren die Prague Black Panthers trotz eines Ausstieges nach der Saison 2015 und fehlender sportlicher Qualifikation wieder in die AFL zurück.
- Swarco Raiders Tirol (Innsbruck)
- Vienna Vikings (Wien)
- Graz Giants (Graz)
- Danube Dragons (Wien)
- Mödling Rangers (Mödling)
- Prague Black Panthers (Prag)
- Steelsharks Traun (Traun)
- Amstetten Thunder (Amstetten)

## Grunddurchgang

### Spiele
| AFL 2019                     | Swarco Raiders Tirol | VV    | GG    | DD    | SonicWall Mödling Rangers | Prague Black Panthers | ST    | AT    |
| ---------------------------- | -------------------- | ----- | ----- | ----- | ------------------------- | --------------------- | ----- | ----- |
| Swarco Raiders Tirol         |                      | 48:28 | 37:30 | 34:14 | 54:14                     | 28:14                 | —     | —     |
| Dacia Vienna Vikings         | 13:34                |       | —     | 10:3  | —                         | 28:7                  | 66:37 | 61:0  |
| Graz Giants                  | 27:34                | 36:14 |       | 10:12 | —                         | —                     | 56:21 | 42:10 |
| Danube Dragons               | —                    | 21:27 | 21:14 |       | 37:14                     | —                     | 45:28 | 45:10 |
| SonicWall Mödling Rangers    | 20:31                | 28:55 | 45:39 | —     |                           | 0:35                  | 75:49 | —     |
| Prague Black Panthers        | —                    | 3:28  | 14:35 | 34:31 | 52:21                     |                       | —     | 51:6  |
| Steelsharks Traun            | 14:63                | —     | 13:46 | —     | 31:52                     | 8:56                  |       | 49:19 |
| Wienerwald Amstetten Thunder | 7:48                 | —     | —     | 6:35  | 14:35                     | 9:49                  | 35:47 |       |

### Tabelle
| AFL 2019 |                       |    |    |   |    |       |      |      |      |
|          | Team                  | Sp | S  | U | N  | Pct   | P35+ | P35− | Diff |
| 1        | Swarco Raiders Tirol  | 10 | 10 | 0 | 0  | 1,000 | 386  | 181  | +205 |
| 2        | Vienna Vikings        | 10 | 7  | 0 | 3  | 0,700 | 304  | 217  | 0+87 |
| 3        | Prague Black Panthers | 10 | 6  | 0 | 4  | 0,600 | 287  | 194  | 0+93 |
| 4        | Danube Dragons        | 10 | 6  | 0 | 4  | 0,600 | 264  | 187  | 0+77 |
| 5        | Graz Giants           | 10 | 5  | 0 | 5  | 0,500 | 335  | 221  | +114 |
| 6        | Mödling Rangers       | 10 | 4  | 0 | 6  | 0,400 | 304  | 392  | 0−88 |
| 7        | Steelsharks Traun     | 10 | 2  | 0 | 8  | 0,200 | 297  | 486  | −189 |
| 8        | Amstetten Thunder     | 10 | 0  | 0 | 10 | 0,000 | 116  | 415  | −299 |

Legende: Sp = Spiele, S = Siege, U = Unentschieden, N = Niederlagen, Pct = Winning Percentage,

P35+= erzielte Punkte (max. 35 mehr als gegnerische), P35− = zugelassene Punkte (max. 35 mehr als eigene), Diff = Differenz

Bei gleicher Pct zweier Teams zählt der direkte Vergleich

 Qualifikation fürs Halbfinale,
 Qualifikation für die Play-offs,
 Abstieg

Quelle:  AFL Tabelle 2019 auf archive.football.at

## Play-offs
|  | Wild Card Games | Wild Card Games       | Wild Card Games |  |  | Playoffs | Playoffs              | Playoffs |  |   | Austrian Bowl XXXV   | Austrian Bowl XXXV   | Austrian Bowl XXXV |
|  |                 |                       |                 |  |  |          |                       |          |  |   |                      |                      |                    |
|  |                 |                       |                 |  |  | 1        | Swarco Raiders Tirol  | 49       |  |   |                      |                      |                    |
|  | 4               | Danube Dragons        | 24              |  |  | 4        | Danube Dragons        | 43       |  |   |                      |                      |                    |
|  | 5               | Graz Giants           | 17              |  |  |          |                       |          |  | 1 | Swarco Raiders Tirol | 42                   |                    |
|  |                 |                       |                 |  |  |          |                       |          |  |   | 2                    | Dacia Vienna Vikings | 34                 |
|  |                 |                       |                 |  |  | 2        | Dacia Vienna Vikings  | 28       |  |   |                      |                      |                    |
|  | 3               | Prague Black Panthers | 35              |  |  | 3        | Prague Black Panthers | 21       |  |   |                      |                      |                    |
|  | 6               | Mödling Rangers       | 23              |  |  |          |                       |          |  |   |                      |                      |                    |

### Austrian Bowl
Die Austrian Bowl wurde am 27. Juli in der NV Arena in St. Pölten ausgetragen. Vor 5.546 Zuschauern zeigten die beiden dominierenden Teams der Austrian Football League ein spannendes und punktereiches Spiel.
Das Spiel war geprägt von unzähligen Lehrbuchszenen – das Publikum bekam Football vom Feinsten geboten. So brachte Dacia-Vikings-Receiver Yannick Mayr sein Team nach einem sehenswerten Catch und insgesamt 59 Yards Raumgewinn nach knapp sieben Minuten in Front. Nach dem zwischenzeitlichen Ausgleich der Raiders durch einen Touchdown von Fabian Abfalter waren es abermals die Wikinger, die in Form von Maurice Wappl und dessen beeindruckendem Catch und nachfolgendem Lauf über insgesamt 61 Yards erneut in Führung gingen. Diese Führung gaben die Dacia Vikings bis zur Pause auch nicht mehr her, zur Halbzeit führten die Wiener mit 28:21.
Kurz nach der Pause gelang den Raiders durch Quarterback Sean Shelton postwendend der erneute Ausgleich. Als Folge dessen schöpfte der Meister des Vorjahres Mut und ging durch einen spektakulären Rushing-Touchdown über 70 Yards von Raiders-Runningback Sandro Platzgummer erstmals in Führung. An dieser änderte sich bis zum Ende nur wenig, denn die Dacia Vikings scorten zwar durch Maurice Wappl noch einmal mit sechs Punkten, doch der PAT misslang. Somit verteidigten die Swarco Raiders Tirol mit einem äußerst unterhaltsamen 42:34-Finalsieg über die Dacia Vikings den Meistertitel.
|                                      |                                    |  | Austrian Bowl XXXV   |                           |                      |  |                           |
|                                      | St. Pölten 27. Juli 2019 19:00 Uhr |  | Swarco Raiders Tirol | \| \| 42 : 34 \| \| \| \| | Dacia Vienna Vikings |  | NV Arena Zuschauer: 5.546 |
| (0:7, 21:21, 14:0, 7:6) Spielbericht | St. Pölten 27. Juli 2019 19:00 Uhr |  | Swarco Raiders Tirol |                           | Dacia Vienna Vikings |  | NV Arena Zuschauer: 5.546 |
|                                      | 42 : 34                            |  |                      |                           |                      |  |                           |
|                                      |                                    |  |                      |                           |                      |  |                           |

## Liga-MVPs
Im Vorfeld der Austrian Bowl XXXV werden die Liga-MVPs für die Saison 2019 bekannt gegeben:
- Most Valuable Player des Jahres: Sean Shelton, (Quarterback, Swarco Raiders Tirol)
- Offensive Player des Jahres: Herbert Gamboa, (Runningback, Prague Black Panthers)
- Defensive Player des Jahres: Thomas Schnurrer, (Linebacker, Graz Giants)
- Youngstar des Jahres: Mathias Berghammer, (Wide Receiver, Steelsharks Traun)
- Coach des Jahres: Shuan Fatah, (Head Coach, Swarco Raiders Tirol)